# Corrida de montanha
A corrida de montanha é uma modalidade do atletismo. Esse esporte pode se desenvolver em Alta, Média e Baixa Montanha.
Os atletas que participem nas competições não só tem que ser rápidos, mas demonstrar uma enorme capacidade de resistência. As distâncias oficiais para ser considerado uma Corrida de Montanha são:
- 12 quilômetros - para a modalidade Masculino adulto
- 8 quilômetros - para a modalidade Feminino adulto e Masculino juvenil
- 4 quilômetros - para a modalidade Feminino juvenil

O percurso das competições sempre é de trilhas e estradas não-pavimentadas, barrancos, etc. A rota da corrida não deve exceder 30% da faixa aceitável para veículos.